# Argulus fuscus
Argulus fuscus är en kräftdjursart som beskrevs av Bere 1936. Argulus fuscus ingår i släktet Argulus och familjen karplöss. Inga underarter finns listade i Catalogue of Life.